# Laurence Jackson
Laurence Jackson   (South Lanarkshire, 16 de setembre de 1900 - South Lanarkshire, 27 de juliol de 1984) va ser un jugador de cúrling escocès, que va competir a començaments del segle xx. Era el fill de William Jackson. El 1924 va prendre part en els Jocs Olímpics de Chamonix, on guanyà la medalla d'or en la competició de cúrling.